# Shawnee (Ohio)
Shawnee è un villaggio degli Stati Uniti d'America, situato nello stato dell'Ohio, nella contea di Perry.